# Typhlocyba stactopelta
Typhlocyba stactopelta är en insektsart som beskrevs av Walker 1851. Typhlocyba stactopelta ingår i släktet Typhlocyba och familjen dvärgstritar.
Artens utbredningsområde är Frankrike. Inga underarter finns listade i Catalogue of Life.